# Росс 248
Росс 248 (англ. Ross 248, вона ж НН Андромеди (лат. HH Andromedae, скорочено HH And) — окрема зоря в сузір'ї Андромеди, одна з найближчих до Сонця. Перебуває на відстані близько 10,3 св. років.

Відстані до найближчих зір у часі (від 20 тис. років тому до 80 тис. років у майбутньому).

## Характеристики
Зорю виявив американський астроном Френк Росс в 1925 році. Відомості про неї він опублікував у списку Second List of New Proper-Motion Stars в Astronomical Journal. Росс 248 належить до класу тьмяних червоних карликів і не видима неозброєним оком. Її маса становить 0,4M☉, а радіус 0,5 — сонячного[джерело?]. Зоря належить до класу спалахуючих, тобто спонтанно збільшує свою яскравість, тому часто позначається як НН Андромеди (її ідентифікатор у Загальному каталозі змінних зір). Дослідники вважають, що у спалахів є періодичність 4,2 року, а також 120 (або 121) діб. Існує ще періодичність від 60 до 291 доби, що, можливо, обумовлено наявністю в системі Росс 248 масивного об'єкта (наприклад, екзопланети). Зоря наближається до Сонця і приблизно через 33 тисячі років, коли відстань до неї стане мінімальною — 0,927 парсека (3,02 світлового року) — може на декілька тисяч років стати найближчою до Сонця зорею. Через 42 тисячі років найближчою зорею знову стане Проксима Центавра.

## Найближче оточення зорі
На відстані до 10 св. років від Росс 248 перебувають такі зоряні системи:
| Зоря             | Спектральний клас | Відстань, св. років |
| Грумбрідж 34 АВ  | M1,5 V/M3,5 Ve    | 1,8                 |
| Крюгер 60 AB     | M3 V/M4 V         | 4,5                 |
| 61 Лебедя AB     | M5 Ve/K7 Ve       | 5,6                 |
| EV Ящірки        | M3,5 Ve           | 6,6                 |
| Струве 2398 AB   | M3.,0 V/M3,5 V    | 8,5                 |
| Зоря ван Маанена | DF-G/VII          | 9,5                 |
| Зоря Тігардена   | M6,5 V            | 9,7                 |
| L 1159-16        | M4.5 Ve           | 9,9                 |
| ---------------- | ----------------- | ------------------- |

## Цікаві факти
Очікується, що приблизно через 40 тисяч років зонд «Вояджер-2» наблизиться до цієї зоряної системи на відстань 1,7 св. року[джерело?].

## Наукова фантастика
У повісті Аластера Рейнольдса «Glacial» із серії творів про всесвіт «Космічного апокаліпсиса», навколо цієї зорі обертається планета Діадема — перша планета, вивчена «Фракцією Об'єднаних» (англ. Conjoiners) після втечі від «Першої системи» (First System).